# Língua chuj
Chuj (pronunciado: [tʃuːx]) é uma língua Maia falada pelo povo Chuj, sendo cerca de 40 mil pessoas na Guatemala 10 mil no Mexico. Chuj junto com as línguas Tojolabal, Mochó, Acateca, Canjobal e Jacalteca ou Popti' forma o ramo ocidental canjobalano-chujeano da família de línguas Maia. A língua Chuj derivou dessas há cerca de 21 séculos.  Na Guatemala, os falantes de chuj se localizam em três municípios no departamento de Huehuetenango.  São San Mateo Ixtatán, San Sebastián Coatán e Nentón.  Há um grande índice de conservação de línguas nessa área. Algumas comunidades de Barillas e de Ixcán também falam a língua na Guatemala.
A língua Tem dois dialetos principais, o chuj de Ixtatán e o chuj de San Sebastián Coatán.

## Influências
A língua Chuj foi influenciada pelo espanhol, e os falantes de Chuj tendem a usar palavras dessa língua ou mistures de empréstimo de outras línguas. Estima-se que 70% da língua Chuj seja puramente Chuj.  Existem esforços de conservação e revitalização da língua em San Mateo Ixtatán, por meio de grupos como a Academia de Lenguas Mayas de Guatemala. 

## Fonologia

### Consoantes
|             |             | Labial | Alveolar  | Palatal   | Velar  | Uvular | Glotal |
| ----------- | ----------- | ------ | --------- | --------- | ------ | ------ | ------ |
| Nasal       | Nasal       | m      | n         |           | ŋ ⟨nh⟩ |        |        |
| Oclusiva    | Plana       | p      | t         |           | k      |        | ʔ ⟨ʼ⟩  |
| Oclusiva    | Ejectiva    |        | tʼ        |           | kʼ     |        |        |
| Oclusiva    | Implosiva   | ɓ ⟨bʼ⟩ |           |           |        |        |        |
| Africada    | Plana       |        | t͡s ⟨tz⟩   | t͡ʃ ⟨ch⟩   |        |        |        |
| Africada    | Ejetiva     |        | t͡sʼ ⟨tzʼ⟩ | t͡ʃʼ ⟨chʼ⟩ |        |        |        |
| Fricativa   | Fricativa   | v ⟨w⟩  | s         | ʃ ⟨x⟩     |        | χ ⟨j⟩  |        |
| Aproximante | Aproximante |        | l         | j ⟨y⟩     |        |        |        |
| Vibrante    | Vibrante    |        | r         |           |        |        |        |

### Vogais
|              | Anterior | Posterior |
| ------------ | -------- | --------- |
| Fechada      | i        | u         |
| Meio-Fechada | e        | o         |
| Aberta       | a        | a         |

### Ortografia
| Orthografia | IPA    | Exemplo          | Inglês   |
| ----------- | ------ | ---------------- | -------- |
| a           | /a/    | atz'am sal       |          |
| b '         | /ɓ/    | bʼeyi            | andar    |
| CH          | /t͡ʃ/   | chich coelho     |          |
| CH          | /t͡ʃʼ/  | chʼal            | tópico   |
| e           | /e/    | Ewi              | ontem    |
| eu          | /i/    | ix mulher        |          |
| j           | /χ/    | junho            | um       |
| k           | /k/    | kukay            | firefly  |
| k '         | /kʼ/   | Kʼatzitz         | lenha    |
| eu          | /l/    | lolonel palavra  |          |
| m           | /m/    | Muito de pássaro |          |
| n           | /n/    | freira           | pai      |
| nh          | /ŋ/    | nhab'            | chuva    |
| o           | /o/    | OK pé            |          |
| p           | /p/    | tapinha casa     |          |
| r           | /r/    | retet pica-pau   |          |
| s           | / s /  | sak              | branco   |
| t           | /t/    | tut              | feijões  |
| t '         | /tʼ/   | brinquedo        | macio    |
| tz          | /t͡s/   | tzatz difícil    |          |
| tz '        | / t͡s’/ | tzʼiʼ            | cachorro |
| você        | /u/    | unin criança     |          |
| C           | /v/    | winak            | cara     |
| x           | /ʃ/    | xanhap sapato    |          |
| y           | /j/    | yax              | verde    |
| '           | /ʔ/    | ʼOnh             | abacate  |

A letra 'h' é convencionalmente usada em palavras com vogais iniciais para distingui-las de palavras que começam com oclusiva glótica.

## Alfabeto
As letras que constituem o alfabeto são: a, b', ch, ch', e, h, i, j, k, k', l, m, n, nh, o, p, r, s, t, t', tz, tz', u, w, v, x, y, ' (saltillo).

## Gramática

### Morfologia da raiz do verbo
Abaixo está um modelo para o radical verbal em Chuj. Predicados verbais em Chuj aparecem com um sufixo de status: -a com verbos transitivos e –i com verbos intransitivos. As orações finitas flexionam para Tempo, Aspecto, Pessoa e Número.
| Tempo / aspecto / humor | Marcador absoluto             | Marcador ergativo           | Raiz do verbo | - | tz-                                    | ach-                                   | in-                                    | chel-                                  | aʼ                                     |
| Imperfectivo            | 2ª pessoa do sing. absolutivo | 1ª pessoa do sing. ergativo | abraço        | - | tzachinchela' 'Eu estou te abraçando.' | tzachinchela' 'Eu estou te abraçando.' | tzachinchela' 'Eu estou te abraçando.' | tzachinchela' 'Eu estou te abraçando.' | tzachinchela' 'Eu estou te abraçando.' |

Predicados não verbais são palavras não verbais como adjetivos, substantivos, posicionais ou direcionais que atuam como o predicado principal e são semanticamente estativas. Essas construções não flexionam para o aspecto tempo, mas flexionam para pessoa e número. Não há  verbos de ligação abertos em Chuj e tais construções são expressas por predicados não-verbais.
|ix Malin kʼaybʼum ix.
|top/foc CL Maria professora CL
|Maria é uma professora.
|Ay ix hin-nun niwakil ix.
|top/foc CL minha mãe gorda CL
|Minha mãe é gorda
Chuj é uma linguagem ergativa-absolutiva. O sujeito de um verbo intransitivo e o objeto de um verbo transitivo têm referências cruzadas com um marcador absolutivo, que aparece no radical verbal. O sujeito de um verbo transitivo é cruzado com um marcador ergativo no radical verbal.

### Pessoa
|                 |              | Marcador ergativo             | Marcador ergativo | Marcador absolutivo |
| pre-consonantal | pre-vocálicá | pre-consonantal/ pre-vocalica |                   |                     |
| --------------- | ------------ | ----------------------------- | ----------------- | ------------------- |
| 3ª pessoa       | singular     | hin-                          | w-                | hin-                |
| 3ª pessoa       | plural       | ko-                           | k-                | honh-               |
| 2ª pessoa       | singular     | ha-                           | h-                | hach-               |
| 2ª pessoa       | plural       | he-                           | hey-              | hex-                |
| 3ª pessoa       | singular     | s-                            | y-                | Ø                   |
| 3ª pessoa       | plural       | s-... hebʼ                    | y-... hebʼ        | hebʼ                |

### Tempo e aspecto
Chuj tem quatro marcadores de Tempo e de Aspecto gramaticais atestados. As cláusulas finitas flexionam obrigatoriamente para o Tempo-Aspecto .
| Marcador | Significado |
| -------- | ----------- |
| tz-      | Imperfeito  |
| ix-      | Perfeito    |
| lan      | Progressivo |
| ol-      | Prospectivo |

### Classificadores nominais
Chuj classificadores nominais representam uma classe fechada de aproximadamente uma dúzia de palavras. Eles especificam o gênero para humanos e o material de base para objetos, como madeira (teʼ) para casas e metal (kʼen) para facas.
| Classificadsor | Domínio        |
| -------------- | -------------- |
| aʼ             | água           |
| anh            | planta         |
| atzʼam         | sal            |
| chanh          | vinho          |
| ix             | fêmea          |
| ixim           | grão           |
| kʼak           | tecido         |
| kʼen           | metal          |
| lum            | terra          |
| nokʼ           | animal         |
| teʼ            | madeira        |
| waj            | nome masculino |
| winh           | masculino      |

Classificadores nominais Chuj têm duas funções principais: eles atuam como artigos para substantivos referenciais, e como pronome. Esses têm uma origem lexical, mas passaram por um clareamento semântico e podem, portanto, referir-se a um campo semântico maior do que os nominais dos quais são derivados.
Artigos para substantivos referenciais
|Hebʼ winh unin ix-s-loʼ [teʼ manzan] hebʼ winh.
|PL CL.MASCcriança PFV-a3s-eat CL.árvore maçã PL CL.MASC
| Já os meninos comeram a maçã.
Pronouns
|Ol-s-lo teʼ ix.
|Prosp-b3s-a3s-comer CL.árvore CL.FEM
| Ela (Elsa) vai comer (a maçã)

### Numaração 1 a 10
| San Mateo Ixtatán | San Sebastián Coatán |
| ----------------- | -------------------- |
| Juʼun             | Jun                  |
| Chaʼabʼ           | Chaʼabʼ/chabʼ        |
| Oxeʼ              | Oxeʼ                 |
| Chanheʼ           | Chanheʼ              |
| Hoyeʼ             | Oʼeʼ                 |
| Wakeʼ             | Wakeʼ                |
| Hukeʼ             | Hukeʼ                |
| Wajxakeʼ          | Wajxkeʼ              |
| Bʼalunheʼ         | Bʼalnheʼ             |
| Lajunheʼ          | Lajnheʼ              |

## Vocabulário

### Coletadas de San Mateo Ixtatán
- pat = casa
- ix = mulher
- winak = homem
- unin = criança
- wa'il = tortilla
- ixim = milho
- tut = feijão
- pajich = tomate
- k'u = sol
- nhab' = chuva
- ik' = vento, ar
- asun = nuvem

### Numeração chuj
De 1 a 10:
San Mateo Ixtatán  /  San Sebastián Coatán
1. Ju'un                      /             Jun[12]
2. Cha'ab'                    /             Cha'ab'/chab'
3. Oxe'                       /             Oxe'
4. Chanhe'                    /             Chanhe'
5. Hoye'                      /             O'e'
6. Wake'                      /             Wake'
7. Huke'                      /             Huke'
8. Wajxake'                   /             Wajxke'
9. B'alunhe'                  /             B'alnhe'
10. Lajunhe'                   /             Lajnhe'

### Amostra de texto
Um “trava línguas” em Chuj - San Sebastián Coatán
Nok' Xankatat yet' nok'xe'en
- Xenhxni xekxni xanhxni hinb'eyi  Xankatak xanhb' wek' a stixalu  Xchi nok' xankat a nok' xe'en,  Xwila xwabi, xelab'a to ojinwekla,  to jinxekla manhx ojinwekla.